# Rolf Drechsler
Rolf Drechsler (* 30. Juli 1969 in Rüsselsheim) ist ein deutscher Informatiker und Professor für Rechnerarchitektur an der Universität Bremen. Rolf Drechsler ist seit 2011 Leiter des Forschungsbereichs Cyber-Physical Systems am DFKI.

## Biografie
Drechsler studierte nach dem Abitur in Bad Vilbel, Hessen von 1988 bis 1992 an der Johann Wolfgang Goethe-Universität Frankfurt am Main Mathematik und Informatik. 1995 promovierte er  und habilitierte sich 1999 zum Thema Automatische Synthese und Verifikation im computergestützten Schaltkreisentwurf an der Albert-Ludwigs-Universität Freiburg. 2000 wurde Drechsler Mitarbeiter von Siemens, München, in der Zentralabteilung Technik, Fachzentrum Entwicklungsautomatisierung. Im Jahr darauf folgte er dem Ruf an den Fachbereich Mathematik/Informatik der Universität Bremen, wo er die Arbeitsgruppe Rechnerarchitektur leitet. Drechsler hat als Autor bzw. Mitautor über 150 wissenschaftliche Publikationen verfasst.
Zusammen mit dem Bremer Informatikprofessor Jan Peleska gründete er 2006 das Doktorandenkolleg Eingebettete Systeme.
Von 2008 bis 2013 war Drechsler Konrektor für Forschung und wissenschaftlichen Nachwuchs an der Universität Bremen.
Im Oktober 2011 übernahm Drechsler die Leitung des Forschungsbereichs Cyber-Physical Systems des Deutschen Forschungszentrums für Künstliche Intelligenz (DFKI) in Bremen. Der Fokus des Forschungsbereichs liegt auf formalen Methoden, dem qualitätsorientierten Design von eingebetteten Systemen und kognitiv adäquaten technischen Systemen.
2012 wurde er zum Term Member der Graduiertenschule Electrical and Computer Engineering der Duke University in North Carolina (USA).ernannt.
Gemeinsam mit den Bremer Informatikprofessoren Frank Kirchner und Görschwin Fey gründete Drechsler im November 2012 das Graduiertenkolleg System Design (SyDe), das Wissenschaftler auf dem Weg zum Doktorgrad begleitet. SyDe ist eine Kooperation der Universität Bremen, des Deutschen Forschungszentrums für Künstliche Intelligenz (DFKI) und dem Deutschen Zentrum für Luft- und Raumfahrt (DLR).
Im Dezember 2018 wurde Drechsler zum Dekan des Fachbereichs Mathematik und Informatik an der Universität Bremen gewählt. Im Oktober 2019 wurde er Mitgründer und Sprecher des Data Science Centeres der Universität Bremen.

## Forschung
Der Schwerpunkt der Forschungen von Drechsler liegt in der Entwicklung und dem Einsatz von problemspezifischen Datenstrukturen und effizienten Algorithmen für den computergestützten Schaltkreisentwurf.  Dazu gehören auch die Entwicklung neuer Methoden zur Fehlersuche und -bereinigung bei der Chipentwicklung.
Ein Forschungsgebiet Drechslers umfasst neue Testverfahren für Computerchips. Durch seine Expertise auf diesem Gebiet hat sich eine Kooperation zwischen der Arbeitsgruppe Rechnerarchitektur von Drechsler und der Duke University in North Carolina (USA) ergeben.
Ein weiterer Forschungsschwerpunkt Drechslers liegt im Bereich zukünftiger Rechnertechnologien, viele seiner betrachteten Forschungsarbeiten befassen sich mit dem Entwurf und der Validierung von Quantencomputern.

## Veröffentlichungen
- Ordered Kronecker functional decision diagrams und ihre Anwendung, 1996, ISBN 3-9805033-0-5
- Graphenbasierte Funktionsdarstellung, mit Bernd Becker, Stuttgart 1998, ISBN 3-519-02149-8
- Binary Decision Diagrams : Theory and Implementation mit Bernd Becker, Berlin 1998, ISBN 0-7923-8193-9
- Evolutionary Algorithms for VLSI CAD, Berlin 1998, ISBN 0-7923-8168-8
- Formal Verification of Circuits, Berlin 2000, ISBN 0-7923-7858-X
- Spectral Techniques in VLSI CAD mit Mitchell Aaron Thornton und D. Michael Miller, Berlin 2001, ISBN 0-7923-7433-9
- Towards One-Pass Synthesis mit Wolfgang Günther, Berlin 2002, ISBN 1-4020-7044-6
- Software-Engineering und Hardware-Design mit Axel Sikora, München/Wien 2002, ISBN 3-446-21861-0
- Evolutionary Algorithms for Embedded System Design (Hrsg. mit Nicole Drechsler), Berlin 2002, ISBN 1-4020-7276-7
- Methoden und Beschreibungssprachen zur Modellierung und Verifikation von Schaltungen und Systemen (Hrsg. mit Jürgen Ruf), Aachen 2003, ISBN 3-8322-1202-7
- Advanced Formal Verification (Hrsg.), Berlin 2004, ISBN 1-4020-7721-1
- Technische Informatik - Eine Einführung Technische Informatik - Eine Einführung mit Bernd Becker und Paul Molitor, Pearson Studium, 2005, ISBN 978-3827370921
- FunTaskIC : eine integrierte Entwurfsumgebung für SystemC (Hrsg.) mit Görschwin Fey, Aachen 2005, ISBN 3-8322-3675-9
- Advanced BDD Optimization mit Rüdiger Ebendt und Görschwin Fey, Berlin 2005, ISBN 0-387-25453-6
- Robustness and Usability in Modern Design Flows mit Görschwin Fey, Berlin 2007, ISBN 978-1-4020-6535-4
- Test Pattern Generation using Boolean Proof Engines mit Stephan Eggersglüß, Görschwin Fey und Daniel Tille, Berlin 2009, ISBN 978-90-481-2359-9
- Quality-Driven SystemC Design mit Daniel Große, Berlin 2009, ISBN 978-90-481-3630-8
- Debugging at the Electronic System Level mit Frank Rogin, Berlin 2010, ISBN 978-90-481-9254-0
- Towards a Design Flow for Reversible Logic mit Robert Wille, Berlin 2010, ISBN 978-90-481-9578-7
- High Quality Test Pattern Generation and Boolean Satisfiability mit Stephan Eggersglüß, Heidelberg 2012, ISBN 978-1-4419-9975-7
- Auf dem Weg zum Quantencomputer – Entwurf reversibler Logik mit Mathias Soeken und Robert Wille, 2012, ISBN 978-3-8440-1199-9
- Aspekte der Technischen Informatik (Hrsg.), 2014, ISBN 978-3-95645-235-2
- Formal Specification Level mit Mathias Soeken, 2014, ISBN 978-3-319-08698-9
- Formal Modeling and Verification of Cyber-Physical Systems mit Ulrich Kühne, 2015, ISBN 978-3-658-09993-0
- Synthese- und Optimierungsverfahren für zukünftige Computerparadigmen mit Robert Wille und Oliver Keszöcze, 2015, ISBN 978-3-8440-3467-7
- Languages, Design Methods, and Tools for Electronic System Design mit Robert Wille (Hrsg.), 2015, ISBN 978-3-319-31722-9
- Reversible and Quantum Circuits mit Nabila Abdessaied, 2016, ISBN 978-3-319-31935-3
- Automatic Methods for the Refinement of System Models mit Julia Seiter und Robert Wille, 2016, ISBN 978-3-319-41479-9
- Methoden und Beschreibungssprachen zur Modellierung und Verifikation von Schaltungen und Systemen mit Daniel Große, 2017, ISBN 978-3-8440-4996-1
- Computer: Wie funktionieren Smartphone, Tablet & Co.? mit Andrea Fink, Jannis Stoppe, 2017, ISBN 978-3-662-53059-7
- Formal System Verification als Editor Rolf Drechsler, 2017, ISBN 978-3-319-57685-5
- Advanced Logic Synthesis mit André Inácio Reis, 2017, ISBN 978-3-319-67295-3.
- Exact Design of Digital Microfluidic Biochips mit Oliver Keszöcze, Robert Wille, Springer, 2018, ISBN 978-3319909356
- Design Automation Techniques for Approximation Circuits mit Arun Chandrasekharan, Daniel Große, Springer, 2019, ISBN 978-3-319-98965-5.
- In-Memory Computing - Synthesis and Optimization mit Saeideh Shirinzadeh, Springer, 2020, ISBN 978-3-030-18026-3.
- Advanced Boolean Techniques mit Mathias Soeken (Hrsg.), Springer, 2020, ISBN 978-3-030-20323-8.
- Information Storage - A Multidisciplinary Perspective mit Cornelia S. Große (Hrsg.), Springer, 2019, ISBN 978-3-030-19261-7.
- Automated Analysis of Virtual Prototypes at the Electronic System Level – Design Understanding and Applications mit Mehran Goli, Springer, 2020, ISBN 978-3-030-44281-1.
- Enhanced Virtual Prototyping: Featuring RISC-V Case Studies mit Vladimir Herdt, Daniel Große, Springer, 2020, ISBN 978-3-030-54827-8.
- Design for Testability, Debug and Reliability: Next Generation Measures Using Formal mit Sebastian Huhn, Springer, 2021, ISBN 978-3-030-69208-7
- Recent Findings in Boolean Techniques Recent Findings in Boolean Techniques mit Daniel Große, Springer, 2021, ISBN 978-3-030-68070-1
- Natural Language Processing for Electronic Design Automation Natural Language Processing for Electronic Design Automation mit Mathias Soeken, Springer, 2020, ISBN 978-3-030-52273-5
- Noch analog oder lebst Du schon? Mit Nœrdman durch die Welt von heute... und morgen. Noch analog oder lebst Du schon? Mit Nœrdman durch die Welt von heute... und morgen mit Jannis Stoppe, Springer, 2021, ISBN 978-3-658-32412-4
- Design Automation for Field-coupled Nanotechnologies mit Marcel Walter, Robert Wille und Frank Sill Torres, Springer, 2022, DOI:10.1007/978-3-030-89952-3
- Verbessertes virtuelles Prototyping - Mit RISC-V-Fallstudien mit Vladimir Herdt und Daniel Große, Springer, 2023, DOI:10.1007/978-3-031-18174-0
- Formal Verification of Structurally Complex Multipliers mit Alireza Mahzoon und Daniel Große, Springer, 2023, DOI:10.1007/978-3-031-24571-8
- In-Memory-Computing - Synthese und Optimierung mit Saeideh Shirinzadeh, Springer, 2023, DOI:10.1007/978-3-031-22879-7
- Advanced Boolean Techniques mit Sebastian Huhn (Eds.), Springer, 2023, DOI:10.1007/978-3-031-28916-3
- Automatisierte Analyse von virtuellen Prototypen auf der Ebene elektronischer Systeme | Design, Verständnis und Anwendungen mit Mehran Goli, Springer, DOI:10.1007/978-3-031-36997-1
- Noerdman Comicbuch mit Jannis Stoppe, JR Blendermann Verlag, 2023, ISBN 978-3-910580-07-7
- Design für Testbarkeit, Fehlersuche und Zuverlässigkeit - Maßnahmen der nächsten Generation unter Verwendung formaler Techniken mit Sebastian Huhn, Springer, 2023, DOI:10.1007/978-3-031-45319-9
- Formal and Practical Techniques for the Complex System Design Process using Virtual Prototypes mit Pascal Pieper, Springer 2024, DOI:10.1007/978-3-031-51692-4
- Erweiterte virtuelle Prototypen für heterogene Systeme mit Muhammad Hassan, Daniel Große, Springer 2024, DOI:10.1007/978-3-031-53152-1